# Foveosculum inferior
Foveosculum inferior là một loài tò vò trong họ Ichneumonidae.